# Borja (nome)
Borja  è un nome proprio di persona spagnolo e catalano maschile.

## Origine e diffusione

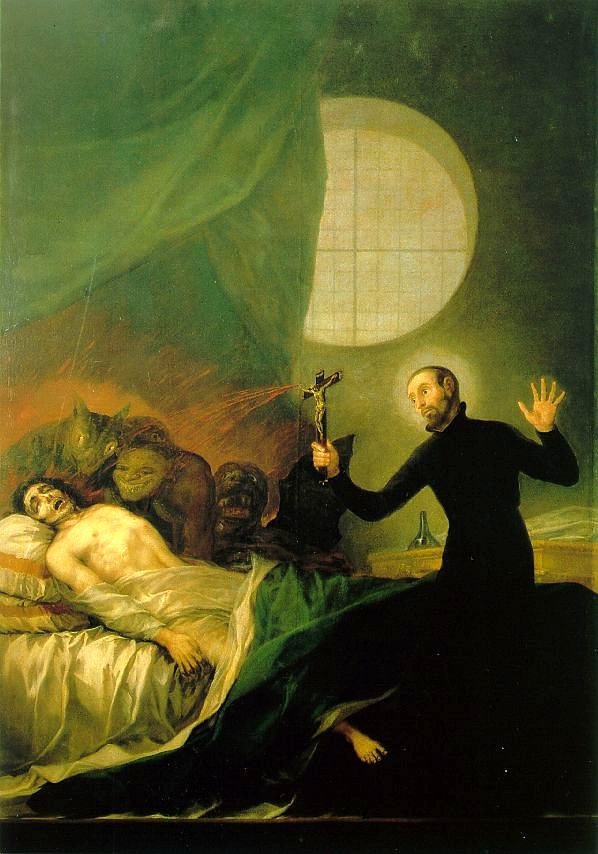
San Francesco Borgia raffigurato in un dipinto di Francisco Goya

Nome di origine devozionale, riflette il culto verso san Francesco Borgia, un gesuita spagnolo. La famiglia Borgia (o Borja) era originaria del paese di Borja, in Aragona, dal quale trae il suo cognome: etimologicamente parlando, il toponimo deriva dal lemma arabo بُرْج (burj), che vuol dire "torre".
Va notato che questo nome è graficamente identico a Боря (Borja), un ipocoristico russo del nome Boris.

## Onomastico
Data l'origine del nome, l'onomastico si può festeggiare in memoria del già citato san Francesco Borgia, che è commemorato il 30 settembre (o, su alcuni calendari, il 10 ottobre).

## Persone

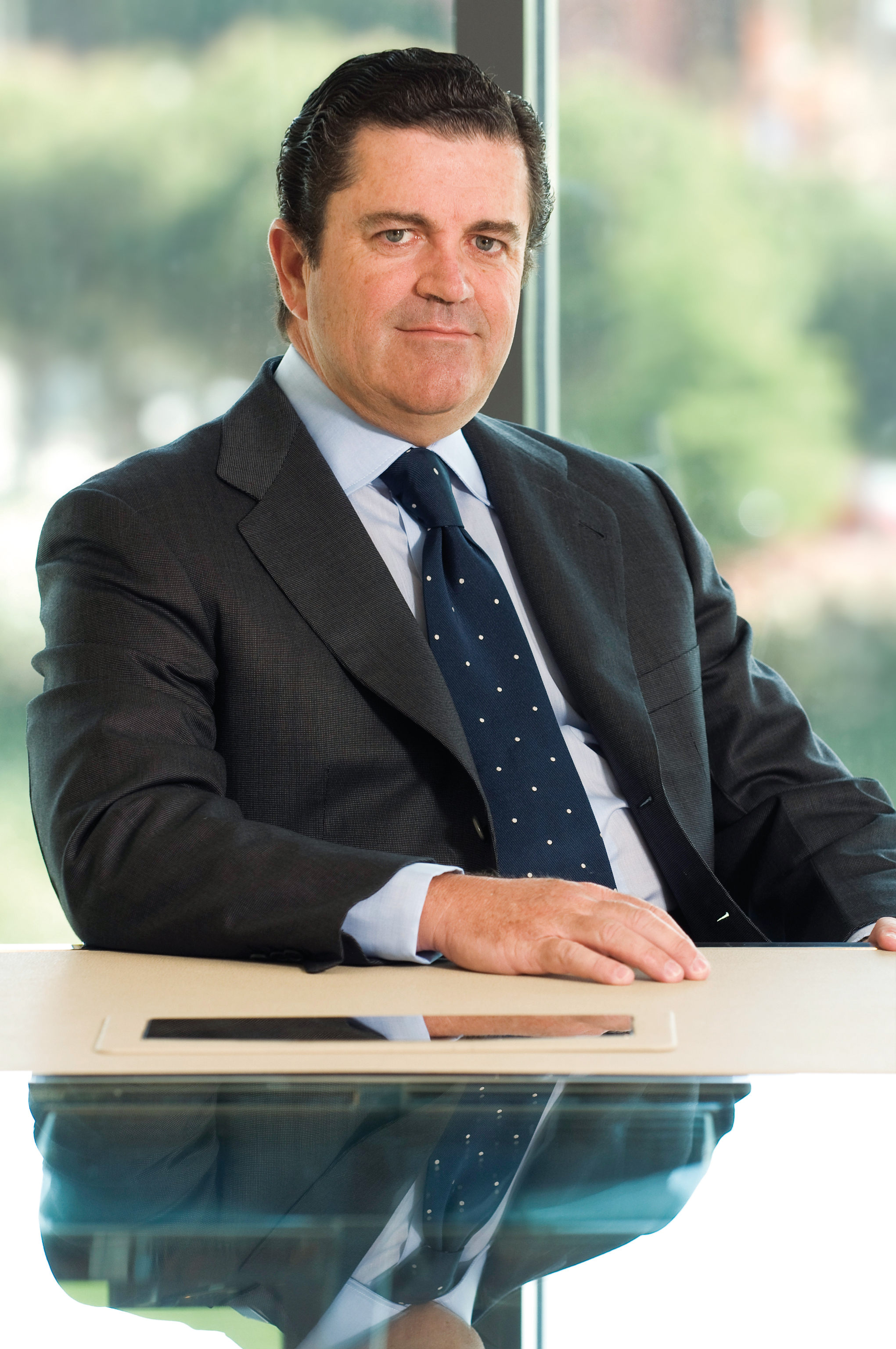
Borja Prado

- Borja Blanco, giocatore di calcio a 5 spagnolo
- Borja Ekiza, calciatore spagnolo
- Borja García, calciatore spagnolo
- Borja Gómez, calciatore spagnolo
- Borja González, calciatore spagnolo
- Borja Mayoral, calciatore spagnolo
- Borja Prado, imprenditore spagnolo
- Borja San Emeterio, calciatore spagnolo
- Borja Valero, calciatore spagnolo
- Borja Viguera, calciatore spagnolo
- Borja Vivas, atleta spagnolo